# Huub Rothengatter
Hubertus Rothengatter (dit Huub Rothengatter) est un ancien pilote automobile néerlandais né le 8 octobre 1954 à Bussum. Il a notamment disputé le championnat du monde de Formule 1 de 1984 à 1986, disputant 25 Grands Prix sans parvenir à inscrire de point. Son meilleur classement est une 7e place (Australie 1985), sa meilleure qualification étant une 20e place sur la grille de départ (Afrique du Sud 1985).

## Biographie
Huub commence sa carrière automobile relativement tard puisqu'il ne s'adonne au karting qu'à l'âge de 18 ans. À 23 ans, il quitte la Hollande pour disputer le championnat allemand de Formule 3, tout en s'inscrivant concomitamment au championnat européen de la discipline. Au sein du Racing Team Holland, il est le coéquipier de Jan Lammers. Les résultats d'Huub ne sont pas transcendants, mais il parvient à trouver des financements pour accéder à la Formule 2 dans le team Chevron. En trois ans, il ne parvient à remporter qu'une seule victoire, à Zolder, en 1980, sur une Toleman. Doué pour décrocher des contrats de sponsoring, il passe en Formule 1 au sein de l'écurie Spirit-Hart en 1984.
La Spirit-Hart 101 de 1984, conçue par Coppuck, est trop fragile et trop peu performante pour espérer décrocher une place dans les points. Huub, qui remplace Mauro Baldi à compter du Grand Prix du Canada, ne parvient pas à s'illustrer à son volant et termine même non classé à trois reprises. En 1985, il part chez Osella. Cette écurie est tout aussi modeste que Spirit, et la FA-1G, dont le moteur Alfa Romeo est un véritable boulet, casse à tout va. Rothengatter parvient à réaliser un exploit en terminant septième à Adélaïde, à la suite de nombreux abandons.
En 1986, il s'engage chez Zakspeed, comme coéquipier de Jonathan Palmer, en payant son volant au prix fort. Mais Zakspeed ne vaut pas mieux que Spirit ou Osella. Au volant de la Zakspeed 861, dont le moteur est conçu en interne, Huub ne termine que deux courses avant d'abandonner sa carrière de pilote de Formule 1 à l'issue du Grand Prix d'Australie.
Il ne quitte pas pour autant le monde de la course automobile puisqu'il devient manager de son compatriote Jos Verstappen, qu'il conduira en Formule 1.

## Résultats en championnat du monde de Formule 1
| Saison | Écurie               | Châssis | Moteur                    | Pneus    | GP disputés | Points inscrits | Classement |
| ------ | -------------------- | ------- | ------------------------- | -------- | ----------- | --------------- | ---------- |
| 1984   | Spirit Racing        | 101     | Hart 4 en ligne turbo     | Pirelli  | 7           | 0               | n.c.       |
| 1985   | Osella Squadra Corse | FA1G    | Alfa Romeo V8 turbo       | Pirelli  | 7           | 0               | n.c.       |
| 1986   | West Zakspeed Racing | 861     | Zakspeed 4 en ligne turbo | Goodyear | 11          | 0               | n.c.       |